# 나고야 시영 지하철 메이코선
나고야 시 교통국 지하철 메이코 선(명고옥시영지하철명항선, 일본어: 名古屋市営地下鉄名港線, なごやしえいちかてつ めいこうせん)은 일본 나고야시 히가시구의 가나야마역과 나고야 항 역을 잇는 나고야 시 교통국의 지하철 노선이다. 노선 기호는 E(Meiko)이다.
정식으로는 나고야 시 고속도 철도 제2호선(일본어: 名古屋市高速度鉄道第2号線)이다.

## 역사
- 1971년 3월 29일: (메이조 선) 가나야마 ~ 나고야 항 구간이 개통.
- 2004년 10월 6일: 노선 애칭을 메이코 선으로 변경.

## 차량
- 2000형

## 역 목록
| 역 번호 | 역명           | 일본어 역명 | 접속 노선                                                                                        | 소재지   | 소재지   | 소재지   |
| ------- | -------------- | ----------- | ------------------------------------------------------------------------------------------------ | -------- | -------- | -------- |
| E01     | 가나야마       | 金山        | ■ 메이조 선 (M01, 오조네 방면에 직결 운행 있음) 도카이도 본선, 주오 본선 나고야 철도 나고야 본선 | 아이치현 | 나고야시 | 나카구   |
| E02     | 히비노         | 日比野      |                                                                                                  | 아이치현 | 나고야시 | 아쓰타구 |
| E03     | 로쿠반초       | 六番町      |                                                                                                  | 아이치현 | 나고야시 | 아쓰타구 |
| E04     | 도카이도리     | 東海通      |                                                                                                  | 아이치현 | 나고야시 | 미나토구 |
| E05     | 미나토쿠야쿠쇼 | 港区役所    |                                                                                                  | 아이치현 | 나고야시 | 미나토구 |
| E06     | 쓰키지구치     | 築地口      |                                                                                                  | 아이치현 | 나고야시 | 미나토구 |
| E07     | 나고야코       | 名古屋港    |                                                                                                  | 아이치현 | 나고야시 | 미나토구 |